# Štebi
Štebi je priimek več znanih Slovencev:
- Alojzija (Lojzka) Štebi (1883—1956), političarka in publicistka
- Anton Štebi (1877—1942), politik in publicist
- Cirila Pleško Štebi (1885—1942), učiteljica, socialna delavka in urednica